# TV Sports: Football
TV Sports: Football is een computerspel dat werd ontwikkeld en uitgegeven door Cinemaware Corporation. Het spel kwam in 1988 uit voor de Commodore Amiga. Later volgde ook andere homecomputers. Het is een American Football spel waarbij het veld van bovenaf wordt getoond.

## Platforms
| Jaar | Platform                    |
| ---- | --------------------------- |
| 1988 | Amiga                       |
| 1989 | Atari ST, DOS               |
| 1990 | Commodore 64, TurboGrafx-16 |

## Ontvangst
| Beoordeeld door       | Platform      | Datum          | Score |
| --------------------- | ------------- | -------------- | ----- |
| Atari ST User         | Atari ST      | september 1989 | 100%  |
| Zzap!                 | Amiga         | maart 1989     | 90%   |
| Power Play            | Amiga         | maart 1989     | 85%   |
| CU Amiga              | Amiga         | februari 1989  | 83%   |
| Power Play            | Atari ST      | 1989           | 78%   |
| Power Play            | Commodore 64  | juli 1990      | 73%   |
| The Video Game Critic | TurboGrafx-16 | 14 april 2009  | 33%   |